# Amorphophallus ankarana
Amorphophallus ankarana är en kallaväxtart som beskrevs av Hett., Ittenbach och Josef Bogner. Amorphophallus ankarana ingår i släktet Amorphophallus och familjen kallaväxter. Inga underarter finns listade.